# Umeå BSKT
Umeå BSKT är en basketbollklubb i Umeå, Sverige, som spelar i Svenska Basketligan.

## Historia
KFUM UMEÅ BSKT bildades 2014 i februari och är sprungen ur samarbetsföreningen KFUM Umeå, med sina 1700 medlemmar och 40 heltidsanställda. Umeå BSKT, en ideellt baserad förening, delar kansli med KFUM Umeå som är Sveriges tredje största KFUM-förening och dessa har ett nära samarbete i ungdoms-, elit- och utvecklingsfrågor.
Det var som KFUM Umeå laget i maj 2012 tog steget upp till Basketettan. Och två år senare tog man nästa steg till Sveriges högsta serie Basketligan Herr. En serie där endast ett Umeålag (Umeå Nordics 1998-99) spelat tidigare.
Hemmaarena är Umeå Energi Arena  (tidigare kallad Gammliahallen). 